# گوی چشمه
گوی چشمه یک روستا در ایران است که در دهستان حکیم‌آباد واقع شده‌است. گوی چشمه ۳۹ نفر جمعیت دارد.